# Shell Schellekens
Shell Schellekens, geboren als Antonius C.J.(Ton) Schellekens (Breda, 1948), is een Nederlands drummer en producer. Hij is ook bekend als 'Shelby the Clap'.
Vanaf de jaren zestig was Schellekens drummer bij diverse Haagse popbands, zoals InCrowd, Big Wheel, Drama en The Rest en ook bij de in Amsterdam gevestigde band Brainbox (1970). In 1973 richtte hij met Frank van der Kloot de band Fontessa op  met psychedelische/blues rock. Tussen 1975 en 1979 was hij drummer bij Hans Vermeulens Rainbow Train. In 1979 had hij met de studiogroep Cashmere een top 5-hit met Love's what I want. 
Vanaf eind jaren zeventig en in de jaren tachtig was hij producer van bands zoals Golden Earring, Urban Heroes, Quivvy, The Dutch, Vitesse en Herman Brood (album Fresh poison 1994). Bij de Golden Earring was hij in 1982 de producer van het album Cut met daarop het nummer Twilight zone.
Verder legt hij zich toe op geluidstechniek en is hij gastmuzikant.